# Casal fortificat de Subirós
El Casal fortificat de Subirós és una obra de Sales de Llierca (Garrotxa) inclosa a l'Inventari del Patrimoni Arquitectònic de Catalunya.

## Descripció
El casal de Subirós és avui una ruïna. Era de planta rectangular i disposava de baixos i un pis. Va ésser bastit amb pedra poc escairada, llevat d'aquells carreus que s'empraren per fer les petites obertures i els cantoners. El seu estat general és lamentable, conservant de destacable, encara, les dues files d'espitlleres de defensa.

## Història
Ignorem dades històriques que es refereixin al passat d'aquest casal fort.